# فراس
فراس (به انگلیسی: Ferras) یک خواننده-ترانه‌پرداز آمریکایی است.